# Saison 1961-1962 du FC Nantes
Chronologie
Saison précédente Saison suivante
La saison 1961-1962 du FC Nantes est la 19e saison de l'histoire du club nantais. Le club est engagé dans trois compétitions officielles : la Division 2 (16e participation), la Coupe de France (19e participation) et enfin la Coupe Charles Drago 1962 (11e participation).

## Effectif et encadrement

### Tableau des transferts

#### Transferts du mercato d'été
| Nom                   | Nationalité | Poste     | Transfert      | Provenance/Destination | Division         |
| --------------------- | ----------- | --------- | -------------- | ---------------------- | ---------------- |
| Arrivées              |             |           |                |                        |                  |
| Georges Bout          | France      | Défenseur |                | FC Sochaux-Montbéliard | Division 2 (D2)  |
| Pancho Gonzales       | Argentine   | Défenseur |                | OGC Nice               | Division 1 (D1)  |
| Jean Guillot          | France      | Milieu    |                | RC Paris               | Division 1 (D1)  |
| Yvon Jublot           | France      | Milieu    |                | AS Orléans             | CFA - Ouest (D3) |
| Félix Suray           | France      | Milieu    |                |                        |                  |
| Raymond Wozniezko     | France      | Milieu    | Retour de prêt | Olympique alésien      | Division 2 (D2)  |
| Bernard Blanchet      | France      | Attaquant |                | Stade croisicais       | ?                |
| Thadée Cisowski       | France      | Attaquant |                | US Valenciennes-Anzin  | Division 1 (D1)  |
| Jean-Claude Lhomme    | France      | Attaquant |                |                        |                  |
| André Strappe         | France      | Attaquant |                | Le Havre AC            | Division 1 (D1)  |
| Départs               |             |           |                |                        |                  |
| André Lepage          | France      | Gardien   |                |                        |                  |
| Maurice Balloche      | France      | Défenseur |                | FC Nantes rés.         | CFA - Ouest (D3) |
| Daniel Carpentier     | France      | Défenseur |                | Retraite sportive      |                  |
| Gabriel Caullery      | France      | Défenseur |                |                        |                  |
| Alain Quintin         | France      | Défenseur |                |                        |                  |
| Jean-Claude Bielitzki | France      | Milieu    | Retour de prêt | US Valenciennes-Anzin  | Division 1 (D1)  |
| René Dereuddre        | France      | Milieu    |                | FC Grenoble            | Division 2 (D2)  |
| Thadée M'Nick         | France      | Milieu    |                |                        |                  |
| Robert Samson         | France      | Milieu    |                |                        |                  |
| Jacques Carpentier    | France      | Attaquant |                |                        |                  |
| Kurt Schindlauer      | Autriche    | Attaquant |                |                        |                  |

#### Transferts hors mercato
| Nom               | Nationalité | Poste  | Transfert   | Provenance/Destination | Division        |
| ----------------- | ----------- | ------ | ----------- | ---------------------- | --------------- |
| Arrivées          |             |        |             |                        |                 |
| Pierre Grillet    | France      |        | (septembre) | RC Paris               | Division 1 (D1) |
| Départs           |             |        |             |                        |                 |
| Raymond Wozniezko | France      | Milieu | (décembre)  | AS Cherbourg           | Division 2 (D2) |

## Matchs amicaux
| Date                   | Statut        | Adversaire | Niveau | Lieu               | Score | Buteurs du FC Nantes | Affluence |
| ---------------------- | ------------- | ---------- | ------ | ------------------ | ----- | -------------------- | --------- |
| Samedi 28 juillet 1961 | Coupe Odorico | Angers SCO | D1     | La Baule-Escoublac | 1 - 2 | ?                    | ?         |

## Compétitions

### Division 2

#### Calendrier
| Date                       | Journée | Adversaire               | Lieu | Score | Buteurs du FC Nantes    | Class. | Affluence |
| -------------------------- | ------- | ------------------------ | ---- | ----- | ----------------------- | ------ | --------- |
| Dimanche 20 août 1961      | J01     | US Boulogne-sur-Mer      | Ext. | 3 - 1 |                         |        |           |
| Dimanche 27 août 1961      | J02     | RCFC Besançon            | Dom. | 0 - 0 | -                       |        |           |
| Jeudi 30 août 1961         | J03     | CO Roubaix-Tourcoing     | Ext. | 0 - 2 | -                       |        |           |
| Dimanche 3 septembre 1961  | J04     | AS Cherbourg             | Dom. | 2 - 0 |                         |        |           |
| Samedi 9 septembre 1961    | J05     | Lille OSC                | Dom. | 1 - 1 |                         |        |           |
| Dimanche 17 septembre 1961 | J07     | AS Cannes                | Dom. | 1 - 0 |                         |        |           |
| Mercredi 20 septembre 1961 | J06     | CA Paris                 | Ext. | 0 - 2 | -                       |        |           |
| Dimanche 24 septembre 1961 | J08     | AS Troyes-Savinienne     | Ext. | 1 - 4 |                         |        |           |
| Samedi 30 septembre 1961   | J09     | FC Grenoble              | Dom. | 0 - 0 | -                       |        |           |
| Samedi 7 octobre 1961      | J10     | Red Star OA              | Ext. | 2 - 2 |                         |        |           |
| Mercredi 11 octobre 1961   | J11     | US Valenciennes-Anzin    | Dom. | 1 - 5 |                         |        |           |
| Dimanche 15 octobre 1961   | J12     | FC Girondins de Bordeaux | Ext. | 1 - 2 |                         |        |           |
| Dimanche 22 octobre 1961   | J13     | Limoges FC               | Ext. | 0 - 4 |                         |        |           |
| Samedi 28 octobre 1961     | J14     | US Forbach               | Dom. | 1 - 1 |                         |        |           |
| Mercredi 1er novembre 1961 | J15     | Olympique de Marseille   | Ext. | 2 - 0 | Lhomme 8e, Cisowski 10e |        | 11.250    |
| Dimanche 5 novembre 1961   | J16     | AS Béziers               | Dom. | 5 - 0 |                         |        |           |
| Dimanche 19 novembre 1961  | J18     | AS aixoise               | Ext. | 0 - 2 | -                       |        |           |
| Jeudi 23 novembre 1961     | J17     | SC Toulon                | Ext. | 1 - 0 |                         |        |           |
| Dimanche 3 décembre 1961   | J20     | FC Grenoble              | Ext. | 2 - 1 |                         |        |           |
| Dimanche 24 décembre 1961  | J21     | AS Troyes-Savinienne     | Dom. | 1 - 0 |                         |        |           |
| Dimanche 31 décembre 1961  | J22     | Lille OSC                | Ext. | 0 - 4 | -                       |        |           |
| Dimanche14 janvier 1962    | J23     | US Boulogne-sur-Mer      | Dom. | 2 - 1 |                         |        |           |
| Dimanche 4 février 1962    | J25     | AS Cannes                | Ext. | 1 - 0 |                         |        |           |
| Dimanche 11 février 1962   | J26     | Olympique de Marseille   | Dom. | 1 - 2 | Suaudeau 48e            |        | 10.600    |
| Dimanche 25 février 1962   | J27     | AS Béziers               | Ext. | 3 - 2 |                         |        |           |
| Dimanche 4 mars 1962       | J28     | Red Star OA              | Dom. | 1 - 0 |                         |        |           |
| Dimanche 18 mars 1962      | J29     | US Forbach               | Ext. | 1 - 1 |                         |        |           |
| Dimanche 25 mars 1962      | J30     | FC Girondins de Bordeaux | Dom. | 0 - 1 | -                       |        | 8.244     |
| Samedi 31 mars 1962        | J31     | Limoges FC               | Dom. | 1 - 1 |                         |        |           |
| Dimanche 8 avril 1962      | J32     | CO Roubaix-Tourcoing     | Dom. | 4 - 1 |                         |        |           |
| Dimanche 15 avril 1962     | J33     | AS Cherbourg             | Ext. | 1 - 0 |                         |        |           |
| Dimanche 21 avril 1962     | J34     | AS aixoise               | Dom. | 0 - 1 | -                       |        |           |
| Dimanche 29 avril 1962     | J35     | RCFC Besançon            | Ext. | 0 - 1 | -                       |        |           |
| Dimanche 6 mai 1962        | J36     | SC Toulon                | Dom. | 1 - 0 |                         |        |           |
| Dimanche 20 mai 1962       | J37     | CA Paris                 | Dom. | 1 - 1 |                         |        |           |
| Samedi 26 mai 1962         | J38     | US Valenciennes-Anzin    | Ext. | 2 - 0 |                         |        |           |

#### Classement
| Rang | Équipe                   | Pts | J  | G  | N  | P  | Bp | Bc | Diff |
| ---- | ------------------------ | --- | -- | -- | -- | -- | -- | -- | ---- |
| 1    | FC GrenobleR             | 52  | 36 | 23 | 6  | 7  | 65 | 35 | +30  |
| 2    | US Valenciennes-AnzinR   | 46  | 36 | 19 | 8  | 9  | 59 | 30 | +29  |
| 3    | FC Girondins de Bordeaux | 46  | 36 | 17 | 12 | 7  | 54 | 31 | +23  |
| 4    | Olympique de Marseille   | 44  | 36 | 17 | 10 | 9  | 50 | 38 | +12  |
| 5    | AS Troyes-SavinienneR    | 41  | 36 | 15 | 11 | 10 | 69 | 59 | +10  |
| 6    | FC Nantes                | 40  | 36 | 16 | 8  | 12 | 43 | 43 | 0    |
| 7    | RCFC Besançon            | 39  | 36 | 15 | 9  | 12 | 38 | 37 | +1   |
| 8    | Lille OSC                | 37  | 36 | 14 | 9  | 13 | 64 | 56 | +8   |
| 9    | SC Toulon                | 36  | 36 | 13 | 10 | 13 | 42 | 38 | +4   |
| 10   | Red Star OAP             | 36  | 36 | 13 | 10 | 13 | 50 | 51 | -1   |
| 11   | Limoges FCR              | 35  | 36 | 14 | 7  | 15 | 64 | 60 | +4   |
| 12   | AS aixoise               | 35  | 36 | 11 | 13 | 12 | 36 | 40 | -4   |
| 13   | AS Cannes                | 34  | 36 | 14 | 6  | 16 | 53 | 57 | -4   |
| 14   | US Boulogne-sur-Mer      | 31  | 36 | 12 | 7  | 17 | 47 | 59 | -12  |
| 15   | AS Cherbourg             | 29  | 36 | 11 | 7  | 18 | 47 | 65 | -18  |
| 16   | US Forbach               | 26  | 36 | 6  | 14 | 16 | 42 | 58 | -16  |
| 17   | AS Béziers               | 26  | 36 | 8  | 10 | 18 | 46 | 64 | -18  |
| 18   | CA Paris                 | 26  | 36 | 7  | 12 | 17 | 34 | 49 | -15  |
| 19   | CO Roubaix-Tourcoing     | 25  | 36 | 8  | 9  | 19 | 40 | 66 | -26  |

Promotions et relégations
Abréviations
- R : Relégué de Division 1 1960-1961
- P : Promu de CFA 1960-1961

#### Buteurs
| Rang | No. | Pos. | Nat. | Nom                  | Buts |
| ---- | --- | ---- | ---- | -------------------- | ---- |
| 1    |     | A    |      | Thadée Cisowski      | 8    |
| 2    |     | M    |      | Jean-Marie Couronne  | 6    |
| 3    |     | A    |      | Pierre Grillet       | 5    |
|      |     | A    |      | Jean-Claude Lhomme   | 5    |
| 5    |     | A    |      | André Strappe        | 4    |
|      |     | M    |      | Jean-Claude Suaudeau | 4    |
| 7    |     | A    |      | Philippe Gondet      | 3    |
| 8    |     | M    |      | Ernest Bodini        | 2    |
| 9    |     | A    |      | Bernard Blanchet     | 1    |
|      |     | D    |      | Georges Bout         | 1    |
|      |     | M    |      | Jean Guillot         | 1    |
|      |     | M    |      | Yvon Jublot          | 1    |
|      |     | M    |      | Raymond Wozniesko    | 1    |
|      |     |      |      | Indéterminés         | 1    |
|      |     |      |      | TOTAUX               | 43   |

### Coupe de France

#### Calendrier
| Date                    | Tour            | Adversaire | Niveau           | Lieu   | Score | Buteurs du FC Nantes | Affluence |
| ----------------------- | --------------- | ---------- | ---------------- | ------ | ----- | -------------------- | --------- |
| ?                       | 6e tour         | AS Brest   | CFA - Ouest (D3) | ?      | 2 - 0 | ?                    | ?         |
| Dimanche 7 janvier 1962 | 1/32e de finale | Angers SCO | D1               | Neutre | 1 - 4 | Grillet 63e          | 8.602     |

#### Buteurs
| Rang | No. | Pos. | Nat. | Nom            | Buts |
| ---- | --- | ---- | ---- | -------------- | ---- |
| 1    |     | A    |      | Pierre Grillet | 1    |
|      |     |      |      | Indéterminés   | 2    |
|      |     |      |      | TOTAUX         | 3    |

### Coupe Charles Drago

#### Calendrier
| Date                     | Tour     | Adversaire   | Niveau | Lieu | Score | Buteurs du FC Nantes     | Affluence |
| ------------------------ | -------- | ------------ | ------ | ---- | ----- | ------------------------ | --------- |
| Dimanche 28 janvier 1962 | 1er tour | AS Cherbourg | D2     | Ext. | 2 - 4 | Jublot 32e, Cisowski 80e | 2.342     |

#### Buteurs
| Rang      | No.       | Pos.      | Nat.      | Nom             | Buts |
| --------- | --------- | --------- | --------- | --------------- | ---- |
| 1         |           | A         |           | Thadée Cisowski | 1    |
|           |           |           |           | Yvon Jublot     | 1    |
| 2 buteurs | 2 buteurs | 2 buteurs | 2 buteurs | TOTAUX          | 2    |

## Statistiques

### Statistiques collectives
| Compétition         | Débute au tour | Termine         | Matches joués | Gagnés | Nuls | Perdus | Buts pour | Buts contre | Différence |
| ------------------- | -------------- | --------------- | ------------- | ------ | ---- | ------ | --------- | ----------- | ---------- |
| Division 2          |                | 6e              | 36            | 16     | 8    | 12     | 43        | 43          | +0         |
| Coupe de France     | 6e tour        | 1/32e de finale | 2             | 1      | 0    | 1      | 3         | 4           | -1         |
| Coupe Charles Drago | 1er tour       | 1er tour        | 1             | 0      | 0    | 1      | 2         | 4           | -2         |
| Total               | -              | -               | 39            | 17     | 8    | 14     | 48        | 51          | -3         |

## Affluences
{...}

## Autres équipes

### Équipe B

#### Classement
Le groupe Ouest est remporté par l'Arago Orléans . 
| Rang | Équipe                | Pts | J  | G  | N  | P  | Bp | Bc | Diff |
| ---- | --------------------- | --- | -- | -- | -- | -- | -- | -- | ---- |
| 1    | AS Orléans            | 33  | 24 | 15 | 3  | 6  | 37 | 18 | +19  |
| 2    | CS Fontainebleau      | 29  | 24 | 12 | 5  | 7  | 40 | 34 | +6   |
| 3    | AS Brest              | 28  | 24 | 12 | 4  | 8  | 32 | 25 | +7   |
| 4    | AAJ Blois             | 28  | 24 | 12 | 4  | 8  | 30 | 25 | +5   |
| 5    | Stade rennais UC rés. | 27  | 24 | 11 | 5  | 8  | 31 | 23 | +8   |
| 6    | US Le Mans            | 26  | 24 | 10 | 6  | 8  | 30 | 21 | +9   |
| 7    | Stade brestois        | 25  | 24 | 9  | 7  | 8  | 28 | 28 | 0    |
| 8    | Stade Saint-Germain   | 21  | 24 | 7  | 7  | 10 | 24 | 28 | -4   |
| 9    | LB Châteauroux        | 21  | 24 | 7  | 7  | 10 | 28 | 31 | -3   |
| 10   | SO Châtellerault      | 21  | 24 | 7  | 7  | 10 | 26 | 30 | -4   |
| 11   | FC Nantes rés.        | 19  | 24 | 5  | 9  | 10 | 21 | 27 | -6   |
| 12   | Stade briochin        | 18  | 24 | 4  | 10 | 10 | 16 | 31 | -15  |
| 13   | FC Yonnais            | 16  | 24 | 5  | 6  | 13 | 26 | 48 | -22  |